# 大武力福德宮
22°22′26″N 120°35′18″E / 22.373963°N 120.588418°E
大武力福德宮，是位於臺灣屏東縣枋寮鄉新龍村的土地祠，主祀的福德正神傳說是位風水師。

## 歷史
清朝乾隆年間，大武力庄至枋寮庄沿海一帶，人口密集，與福建來往船隻旺盛，大武力庄道路兩旁之住宅及店舖綿密，連接至枋寮庄，俗稱「不見天」。當時庄民奉敬主神福德正神並建造大武力福德宮奉拜，奉獻有刻寫「乾隆丁亥年蒲月穀旦大武力閨庄仝立｣的石香爐。後枋寮經三次海嘯，昔日繁榮景象付諸流水，居民遷徙至北寮庄及水底寮庄，另謀生計。
1971年七二二水災，廟宇被水淹過。1995年，附近以養鴨維生的婦女賴枝花聯合十多民村民改建廟身。該年重修時，廟方以廟地所在風水屬龍蝦穴，若以紅色廟頂有象徵煮熟蝦蟹、地靈到此為止之意，改採青藍色的屋瓦，與附近養殖魚塭極為相趁。由於當地海岸線逐漸往內陸移動，廟地每逢雨季即浸泡在水中，該宮改建後於原廟處退後一丈三尺。今位在枋寮鄉新龍村枋寮國中對面。
2015年9月屏東縣政府文化處於國立屏東大學民生校區舉行的「屏東土地公文化學術研討會」，會帶人拜訪此廟、老埤老祖祠、車城福安宮等。

## 祭祀
相傳此廟祭祀的主神福德正神係福建省漳州府龍溪縣角美鎮白礁村的風水師張清諒，去世於1696年，享年六十三歲。神像為1984年間雕塑成紅臉、黑鬍，右手握一卷天書，左手端金元寶的土地公，稱謂「天書福德」。傳聞此土地公專管天庭財庫，民眾都會前往拜拜祈求，如農曆二月二日土地公聖誕，就吸引不少信徒前往膜拜。1994年3月，廟方前往白礁村溯源此神由來。